# تاريا ستوروب
تاريا بيانكا ستوروب (من مواليد 1995) عارضة أزياء وحاملة لقب مسابقة ملكة جمال جزر البهاما التي فازت ملكة جمال الكون جزر البهاما 2019 ، باعتبارها ملكة جمال الكون جزر البهاما، وقالت إنها ستمثل الآن جزر البهاما في مسابقة ملكة جمال الكون 2019.

## نشأتها والتعليم
حصلت تاريا على درجتين جامعيتين: بكالوريوس الآداب في العلوم السياسية ودرجة الماجستير في التسويق.